# Орден Столпов государства
Орден Столпов государства или орден Опоры государства (кит. трад. 桂國章, пиньинь guìguózhāng, палл. гуйгочжан, яп. кэйкокусё:) — государственная награда Великой империи Маньчжоу-го.

## История
Орден Столпов государства в восьми классах учреждён императорским эдиктом № 142 от 14 сентября 1936 года. Название ордена символизирует традиционные китайские столпы (опоры), используемые в строительстве храмов и дворцов.
Поскольку вся наградная система Маньчжоу-го являлась повторением наградной системы Японии, орден Столпов государства фактически являлся эквивалентом японского ордена Священного сокровища.
Эскизы награды разработал профессор Токийского высшего технического училища Хата Сёкити. Заказы на изготовление орденских знаков размещались на монетном дворе в Осаке.
С 1936 до 1940 года известно о вручении 39 604 знаков ордена Столпов государства, в том числе: 1-го класса — 47, 2-го класса — 97, 3-го класса — 260, 4-го класса — 657, 5-го класса — 1777, 6-го класса — 2778, 7-го класса — 9524, 8-го класса — 24 464. Большинством награждённых являлись представители японской армии и японской администрации Маньчжоу-го. 
Общее число награждений за время существования ордена не установлено. По опубликованной в одной из официальных историй японского монетного двора информации, с 1936 по 1945 год было изготовлено около 136 500 знаков всех классов.
С падением императорской власти в августе 1945 года прекратили своё существование и все награды Великой империи Маньчжоу-го.

## Знаки ордена
Знак ордена 1-го и 3-го классов — серебряный позолоченный, представляющий собой крест из четырёх расходящихся от центра столбов, каждый из которых составлен из нескольких прямоугольных и скруглённых блоков. Нижние блоки покрыты красной эмалью, верхние блоки — без эмали. В центре знака — восьмигранный медальон жёлтой эмали с пятью узкими ободками — (от центра) чёрной, белой, синей и красной эмалей и внешним серебряным, без эмали, с позолоченными точками. В углах креста — жезлы, на конце каждого закреплено по одной жемчужине и в основании — по две жемчужины меньшего размера. На оборотной стороне знака, гладкой без эмалей, изображены четыре иероглифа — «勲功位章» («награда за заслуги»). 
К верхнему концу знака крепится фигурная скоба из двух стеблей маньчжурского сорго, через которую пропускается лента ордена.
Знак ордена 4—5-го класса — аналогичен знакам старших классов, но вместо жемчужин — диски белой эмали.
Знак ордена 6—8-го класса — аналогичен знакам 4—5-го классов, но без позолоты на знаке и без красной эмали на столбах.
Размеры знаков (без скобы): 1-го и 3-го классов — 63×63 мм; 4—8-го классов — 40×40 мм.
Звезда ордена — серебряная, восьмиконечная многолучевая, диаметром 81 мм. Диагональные группы лучей, по 5 лучей в каждой, позолочены. На центр звезды наложен знак ордена (без скобы). На обороте звезды нанесены такие же иероглифы, что и на обороте знака. 
Лента ордена — шёлковая муаровая красного цвета с жёлтыми полосами по краям. Ширина ленты 1-го класса — 106 мм, ширина полос по краям — 18 мм. Ширина ленты других классов — 38 мм, ширина полос по краям — 6,5 мм.
Планка на ленту — прямоугольная серебряная с бортиком и волнистым орнаментом. Для 4-го и 5-го класса — планки позолоченные с белой эмалью, для 6—8-го классов — без позолоты и эмали. Размер планки — 37×6 мм.

## Правила ношения ордена
Кавалеры ордена Столпов государства 1-го класса носят знак ордена на широкой ленте с розеткой через правое плечо и звезду ордена на левой стороне груди.
Кавалеры 2-го класса носят только звезду ордена на левой стороне груди.
Кавалеры 3-го класса носят знак ордена на узкой ленте на шее.
Кавалеры 4—8-го классов носят знак ордена на узкой ленте на левой стороне груди. Для отличия степеней на ленту крепятся планки:
для 4-го класса — две позолоченных,
для 5-го класса — одна позолоченная,
для 6-го класса — три серебряных,
для 7-го класса — две серебряных,
для 8-го класса — одна серебряная.